# Hennes starka vingar bär
Hennes starka vingar bär är en psalm med text och musik skriven 1985 av Gordon Light. Texten är översatt till svenska 1992 av Anna Karin Hammar.

## Publicerad som
- Psalmer i 90-talet som nummer 852 under rubriken "Pingsttiden".
- Verbums psalmbokstillägg 2003 som nummer 718 under rubriken "Anden, vår hjälpare och tröst".